# 저스트 짐
《저스트 짐》(Just Jim)은 2015년 공개된 영국의 코미디 영화이다. 크레이그 로버츠가 감독과 각본을 맡았다.

## 출연

### 주연
- 에밀 허쉬
- 크레이그 로버츠
- 사이 베넷

### 조연
- 트라이스탄 그라벨
- 리차드 해링턴
- 마크 루이스 존스
- 다라그 모텔
- 클레어 케이지
- 니아 로버츠
- 헬렌 그리핀